# Grzybóweczka mcholubna

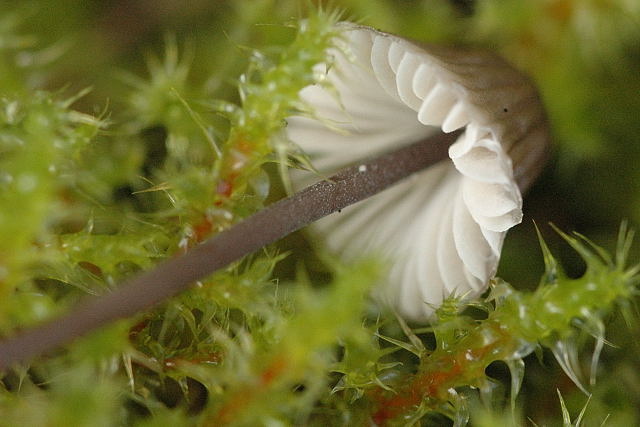

Grzybóweczka mcholubna (Mycenella bryophila (Voglino) Singer) – gatunek grzybów należący do rzędu pieczarkowców (Agaricales).

## Systematyka i nazewnictwo
Pozycja w klasyfikacji według Index Fungorum: Mycenella, Mycenellaceae, Agaricales, Agaricomycetidae, Agaricomycetes, Agaricomycotina, Basidiomycota, Fungi.
Po raz pierwszy takson ten opisał w 1886 r. Pietro Voglino, nadając mu nazwę Mycena bryophila. Obecną, uznaną przez Index Fungorum nazwę nadał mu w 1951 r. Rolf Singer.
Synonimy naukowe:
- Mycena bryophila Voglino 1886
- Mycenella bryophila (Voglino) Singer 1951 var. bryophila[2].

Nazwę polską zaproponował Władysław Wojewoda w 2003 r.

## Morfologia
Kapelusz
Drobny, o średnicy 0,8–3,2 cm, kształt stożkowy, spłaszczony, zazwyczaj z garbkiem. Brzeg prosty, cienki. Powierzchnia gładka, lub delikatnie oprószona, barwy ciemnobrązowej, brzeg zazwyczaj jaśniejszy. Jest promieniście prążkowany. Po wyschnięciu staje się brodawkowaty.
Blaszki
Blaszki wybrzuszone, umiarkowanie gęste, do trzonu przyrośnięte lub prawie wykrojone. Początkowo są białawe, potem blado szarobrązowe, po wyschnięciu żółte. W powiększeniu są oprószone.
Trzon
Wysokość 2–4 cm, grubość 1–3 mm, kształt cylindryczny. Powierzchnia równa, twarda, o barwie od białawej do jasno szarobrązowej, ciemniejsza u podstawy.
Miąższ
Cienki. Zapach i smak niewyraźny.
Cechy mikroskopowe
Strzępki naskórka ułożone promieniście. Mają szerokość 3,1–5,3 μm, posiadają sprzążki, część strzępek jest grubościenna. Podstawki mają rozmiar 27.7-31.6 × 3.1-7.9 μm i posiadają po dwie sterygmy. Zarodniki o kształcie od okrągławego do szerokoelipsoidalnego i rozmiarach 6,3–8,0 × 6,3–8,5 um, bezbarwne, o powierzchni drobno brodawkowanej. Występują cheilocystydy, pleurocystydy, pileocystydy i kaulocystydy. Cheilocystydy i pleurocystydy są liczne. Mają cylindryczny kształt, długą szyjkę, ostry lub wąsko tępy wierzchołek i rozmiar 43,5–75,1 × 8,7–12,6 μm. Są zazwyczaj inkrustowane. Pilocystydy mają rozmiar 38,4–42.2 × 3,1–5,4 μm, niektóre z nich mają zagęszczone ściany. Kaulocystydy mają rozmiar 42,0–53,8 × 3,1–4,6 µm.

## Występowanie i siedlisko
Występowanie tego gatunku opisano tylko w niektórych państwach Europy. W Polsce gatunek rzadki.
Występuje w rozproszeniu w lasach liściastych, szczególnie pod olchami, wiązami i w łęgach. Rośnie na ziemi, często wśród mchów. Owocniki pojawiają się od sierpnia do października.